# Спомен-чесма палим борцима НОР-а и ЖФТ у Власина Риду
Спомен-чесма палим борцима НОР-а и жртвама фашистичког терора у Власина Риду, насељеном мету на територији општине Сурдулица налази се у близини скретања са главног пута према селу Власина Рид, са леве стране пута.
Састоји се од централног зида на коме се налази инсталирана чесма и мермерне плоче са следећим натписом:
| „ | ПАЛИМ БОРЦИМА ☆ И ЖРТВАМА ФАШИСТИЧКОГ ТЕРОРА У II СВЕ- -ТСКОМ РАТУ ОД 1941-1945.ГОД. МИТРОВИЋ ДУШАН ЈАНКОВИЋ МИЛАН ЉУБИСАВЉЕВИЋ СТОЈАН ВУКАНОВИЋ МИЛОВАН ЦВЕТКОВИЋ ВЛАДИСАВ ВУКАНОВИЋ СТОЈАНЧА ПЕЈИЋ СТАМЕН ВУКАНОВИЋ БРАТИСЛАВ ВУЧКОВИЋ ВОЈИСЛАВ МИЛИВОЈЕВИЋ МИХАЈЛО и РАШИЋ МИЛАН ПОДИЖУ ГРАЂАНИ СЕЛА ВЛАСИНА РИД 4.VII 1954. Г. | ” |

Централни део чесме над мермерном плочом додатно је наглашен полулучно засведеним елементом. Чесма је у функцији, али је евидентна запуштеност и недостатак редовног одржавања.